# Línguas nakh
As línguas caucasianas do norte-centro (também chamadas línguas nakh ou vaynakh) são uma família de línguas falada em sua maioria na Rússia, (Chechênia e Ingushetia) e Geórgia. A língua inclui-se com frequência dentro das línguas caucasianas do nordeste. Inclui as seguintes línguas: 
- Checheno, com aproximadamente 950.000 falantes. A diáspora chechena está distribuída ao longo dos países muçulmanos do Oriente Médio e Ásia Central.
- Ingush ou ingushetio, com aproximadamente 230.000 falantes.
- Bácico ou batsi, com aproximadamente 2.500 falantes, principalmente em Zemo-Alvani, Georgia. Não é mutuamente inteligivel com o checheno ou o ingush.